# BeatrIX
BeatrIX was een kleine op Debian gebaseerde Linuxdistributie, ontwikkeld door Steven Watsky. De distributie focuste vooral op snelheid en compactheid. Het doel was om een simpel en klein besturingssysteem te ontwikkelen dat makkelijk is in gebruik en dit in de vorm van een Live CD, zodat het gebruikt kan worden zonder het te installeren. BeatrIX kon ook op de harde schijf geïnstalleerd worden.

## Systeemeisen en software
BeatrIX nam ongeveer 200 MB schijfruimte in, veel minder dan de meeste andere Linuxdistributies. BeatrIX bood standaard een webbrowser (Mozilla Firefox), een e-mailclient (Evolution), een kantoortoepassing (OpenOffice.org) en een instant messenger (Pidgin). Doordat BeatrIX op Debian gebaseerd was, kon het systeem .deb-pakketten installeren door gebruik te maken van APT.

## Uitgaven
BeatrIX 2005.1 is de eerste en enige versie van BeatrIX die is uitgebracht, omdat Steven Watsky zich niet meer bezighoudt met de verdere ontwikkeling. Debris Linux, vroeger BeaFanatIX genaamd, is het kleine zusje van BeatrIX en is meer up-to-date.